# Rebelcatt
{DJ/PRODUCTOR}
RebelCatt (nombre real: Benito Briseño) es un productor musical, DJ y compositor mexicano originario de Celaya, Guanajuato. Es conocido por su trabajo dentro de los géneros indie dance, melodic techno, techno y house. Su estilo se caracteriza por una fusión de texturas melancólicas, bases bailables y estructuras pensadas para mezclas en vivo (DJ-friendly).
Carrera musical.
RebelCatt comenzó su trayectoria musical en la escena underground de Guanajuato, México, ganando notoriedad como DJ residente en Bora Borazza, un club local donde ha presentado múltiples sets en vivo. A lo largo de su carrera, ha desarrollado un sonido distintivo, con influencias del dark disco europeo y la electrónica melódica contemporánea.
En 2025 lanzó el EP Broken, que incluye los temas “Mind” y “Heart”, destacando por su producción atmosférica y emocional. Ese mismo año publicó el sencillo Salem, consolidando su estilo dentro del circuito indie dance y melodic techno.
Además de su trabajo como productor, ha compartido una serie de sets titulados SANDBOX, disponibles en SoundCloud, que muestran su técnica como selector y su versatilidad en la cabina.
Estilo musical e influencias.
RebelCatt mezcla elementos de techno melódico, indie dance y house, creando un equilibrio entre lo oscuro y lo emocional. Ha citado influencias de artistas como Goom Gum, Damon Jee, Cabizbajo y Badwolf, y ha comenzado colaboraciones con otros productores emergentes de la escena mexicana.
Presencia en medios y plataformas.
RebelCatt cuenta con presencia en plataformas como Spotify, SoundCloud y iHeartRadio. Sus lanzamientos y DJ sets han sido compartidos a través de redes sociales, donde mantiene una conexión activa con su audiencia.
Spotify – RebelCatt.
SoundCloud – RebelCatt.
Instagram – @rebelcatt_.